# 오사카 과학기술관

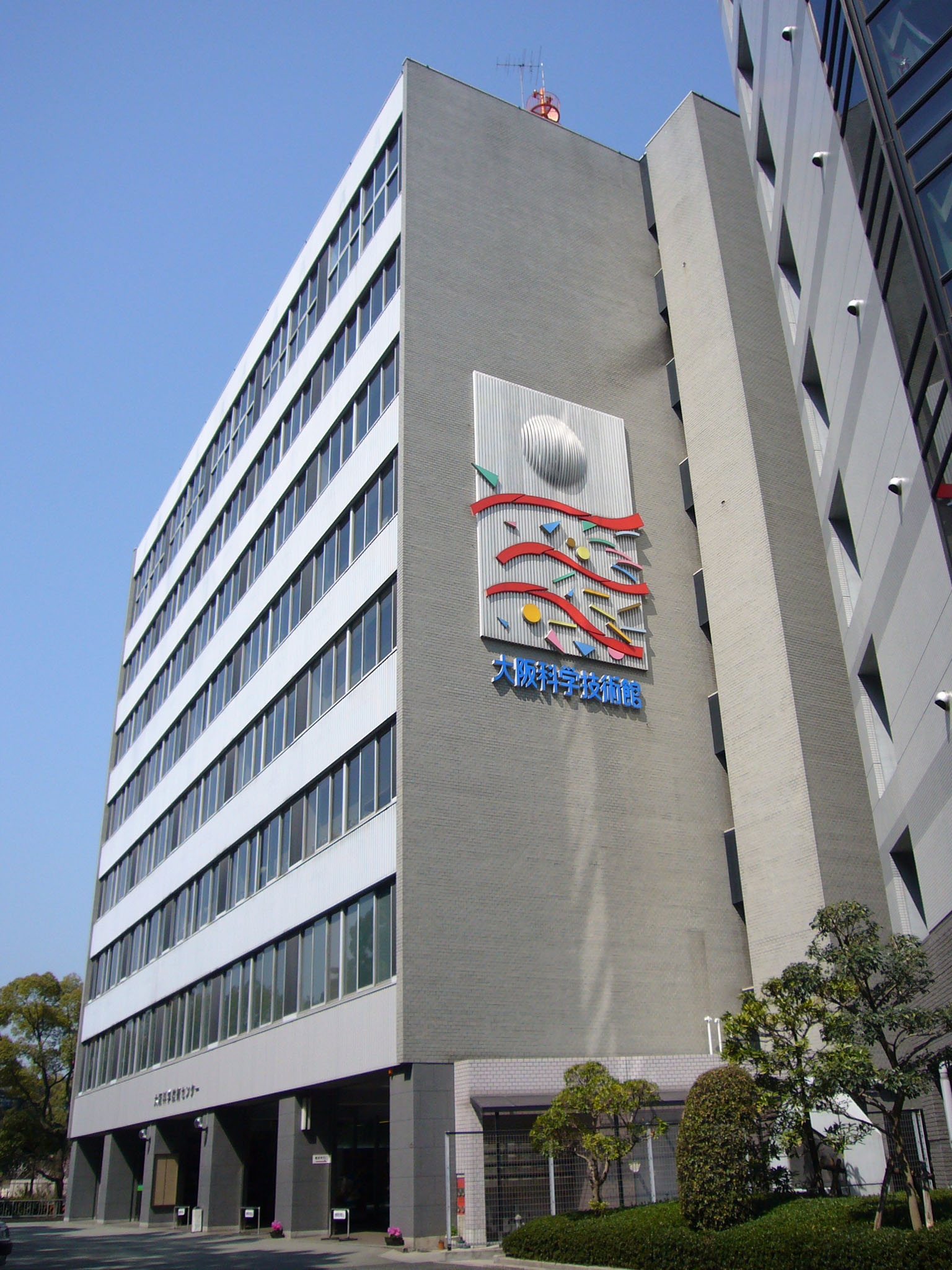
오사카 과학 기술 센터 빌딩

오사카 과학기술관(일본어: 大阪科学技術館 오사카카가쿠기주쓰칸[*])은 일본 오사카부 오사카시 니시구에 있는 과학관으로, 1963년에 개관했다. 우쓰보 공원의 동쪽 출구 남쪽 옆, 고다이 도모아쓰의 저택 터에 세워진 오사카 과학 기술 센터 빌딩 1~2층에 있다.